# 後藤勝 (ライター)
後藤 勝（ごとう まさる、1970年 - ）は、日本のサッカージャーナリスト、フリーライター、編集者、小説家。東京都生まれ。

## 略歴・人物
中央美術学園イラストレーション科卒業後、中古・輸入レコード店、宝島社、編集プロダクション勤務を経てフリーランスに。ゲーム雑誌、サブカル雑誌への執筆を経て、2001年ごろからサッカーを中心に活動。
FC東京関連や、昭和期のサッカー関係者へのインタビュー、JFLや地域リーグなど下位ディビジョンの取材に実績がある。
2014年、初の長篇小説『エンダーズ・デッドリードライヴ 東京蹴球旅団2029』を上梓した。

## 著書
- 『カプコン 電子の猛者たち - ゲーム世紀に生きる32人へのインタビュー集』（2000年 エンターブレイン刊）
- 『トーキョーワッショイ! - FC東京99‐04 REPLAY』（2005年 双葉社刊）
- 『エンダーズ・デッドリードライヴ 東京蹴球旅団2029』（2014年 カンゼン刊）

## 主な寄稿先
- HIPPON SUPER!!（宝島社）
- ハイパープレイステーション（ソニーマガジンズ）
- ザ・プレイステーション（ソフトバンク・パブリッシング）
- STUDIO VOICE（INFASパブリケーションズ）
- 別冊宝島 僕たちの好きなファイナルファンタジー（宝島社）
- サッカー批評（双葉社）
- Footival（ソニーマガジンズ）
- EL GOLAZO エル・ゴラッソ（スクワッド）
- サッカーJ+（エンターブレイン）
- sports navi